# Akaflieg Danzig
Die Akaflieg Danzig e.V. war eine studentische Gruppe an der Technischen Hochschule der Freien Stadt Danzig, die sich mit der Konstruktion, dem Bau und dem Fliegen von Segel- und Motorflugzeugen befasste.

## Geschichte
Die akademische Fliegergruppe wurde am 3. Juli 1923 an der Technischen Hochschule in Danzig von flugbegeisterten Studenten gegründet. Zu den Gründern zählten Hasso Wiederholt, Wilhelm Huth und Otto Lienau. Polen war der Zugang zur TH und damit auch zur Akaflieg verwehrt. Schon vorher hatten 15 Studenten die Dz 1 fertiggestellt, mit der die Gruppe am 1. Deutschen Küstensegelflug-Wettbewerb in Rossitten teilnahm. Der Rumpf der Danzig war wasserdicht und mindestens für kurze Zeit schwimmfähig, weshalb das Fluggerät den Spitznamen Boot Danzig erhielt. 1924 entwarf Professor Lienau die Dz 2 Libelle und den „Wackeltopf“, auf den man das Fluggerät setzen konnte. Der Flugschüler konnte so am Boden die Steuerung um drei Achsen erlernen. Der Wackeltopf war damit einer der frühen Flugsimulatoren.
Die Akaflieg Danzig war neben den Fliegergruppen aus Aachen, Berlin, Braunschweig, Darmstadt, Dresden, Hannover, Köthen, München und Stuttgart Gründungsmitglied der Interessengemeinschaft der Akademischen Fliegergruppen (Idaflieg).
Der Segelflugbetrieb fand auf Fliegerlagern in Rossitten und am Willenberg bei Marienburg statt. An den Rhönwettbewerben nahm die Akaflieg von 1925 bis 1929 mit eigenen Flugzeugen teil. In den darauffolgenden Jahren gab es einen verstärkten Fokus auf den Motorflug. Der erste Motorfluglehrer war Ferdinand Schulz, nach dem auch die Dz 3 benannt wurde. 
1928 trat die Akaflieg Danzig dem Deutschen Luftsportverband (DLV) als korrespondierendes Mitglied bei. 1933 erfasste die Zeit des Nationalsozialismus auch den Freistaat. Die Akaflieg mit 48 Mitgliedern wurde Fliegerortsgruppe Danzig-Langfuhr der Fliegerlandesgruppe XVI des DLV und 1934 Hochschularbeitsgemeinschaft im DLV. Für den Deutschlandflug 1934 wies der DLV der Gruppe sieben neue Fieseler-Tiefdecker F 5 R und im folgenden Jahr fünf Maschinen zu. Die Danziger Mannschaft kam auf die Plätze 11 und 12 bei 21 bzw. 29 Teilnehmern.
Da das Reich in vielen Bereichen die finanzielle Unterstützung der Freien Stadt beendet hatte, fehlten der Gruppe wichtige Geldgeber. Deshalb wurde bis 1936 die Übernahme durch die Deutsche Versuchsanstalt für Luftfahrt DVL in die Wege geleitet. Die Gruppe, weiterhin Akaflieg Danzig e.V., erhielt neue Flugzeuge mit deutscher Zulassung, eine eigene Werkstatt mit festangestelltem Meister und einen Zeichensaal der TH. Die Zahl der Mitglieder überstieg 80, die den Entwurf und Bau der Dz 4 Pinguin in Angriff nahmen.
Vergleichsfliegen in Göttingen, letzter Rhönwettbewerb und die Studenten-Meisterschaften in Wien kurz vor Ausbruch des Zweiten Weltkriegs waren die letzten Höhepunkte des Jahres 1939.

## Flugtechnische Fachgruppe Danzig (FFG Danzig)
Mit dem Anschluss Danzigs an das Reich wurde die Akaflieg Flugtechnische Fachgruppe Danzig (FFG Danzig) bei der Deutschen Versuchsanstalt für Luftfahrt e.V. Während die meisten Mitglieder eingezogen wurden, waren die verbleibenden Studenten an der Entwicklung des Messflugzeugs Mü 18 „Meßkrähe“ beteiligt. 1942 erhielt die FFG noch einen Reichsauftrag zur Werkstofferprobung. Für dieses Jahr sind die letzten Segelfluglager dokumentiert. 
Nach 22 Jahren endete die Vereinsgeschichte mit der Schließung der Technischen Hochschule Danzig im Januar 1945.

## Entwürfe von Gleit- und Segelflugzeugen
Entwürfe der Akaflieg Danzig
- Dz 1 Boot Danzig (Gleitflugzeug, 1923)
- Dz 2 Libelle mit „Wackeltopf“ (Gleitflugzeug und Simulator, 1924)
- Dz 3 Onkel Ferdinand (Schulgleiter, 1927)
- Dz 4 Pinguin (Hochleistungssegelflugzeug, 1938)
- Dz 5 (Leistungssegelflugzeug mit 20 Meter Spannweite, 1938, unvollendet)
- Dz 6 (Streckensegelflugzeug, 1939/1940, unvollendet).

Entwurf der FFG Danzig
- Bau eines Messflügels für die Mü 18 Meßkrähe (1940/1941).

## Flugzeugpark
Segelflugzeuge 1923–1929
- Dz 1–Dz 3
- Schulgleiter „DAGOMA“ (1928–1929)

Segelflugzeuge 1937–1944
- DFS Rhönbussard (seit 1937)
- Dz 4 Pinguin (seit 1938, YM-PINGUIN)
- Grunau Baby IIA „Martens“ (Eigenbau, seit 1938).

Motorflugzeuge 1930–1939
- BFW M 23b YM-AAL (1930–1935)
- Raab-Katzenstein Schwalbe YM-AAM
- Argus-Klemm YM-AAN
- zwei weitere 1930
- vier weitere bis 1937
- vier Motorflugzeuge mit deutscher Zulassung ab 1937.